# Árbol carnívoro
Existen varias leyendas sobre árboles carnívoros que se refieren a plantas que son lo bastante grandes para matar y devorar animales grandes o personas. Se desconoce la existencia de ninguna planta semejante, aunque existen varios informes falsos o sin confirmar. La disciplina que intenta demostrar la existencia de estas plantas es la criptobotánica.
En la actualidad, la mayor planta carnívora conocida es posiblemente la Nepenthes rajah, con trampas de 35 cm y que ocasionalmente consume pequeños mamíferos y vertebrados.

## El árbol carnívoro de Madagascar
Aunque ya existen algunas referencias anteriores como las mujeres vegetales caníbales descritas en un relato de Luciano de Samosata en el siglo II o el relato del capitán Atkrig de 1581 sobre "La flor de la muerte" el relato más conocido sobre un árbol carnívoro se originó como un fraude. En el año 1881 apareció publicado un informe de un explorador alemán llamado "Carl Liche" en el South Australian Register en el que afirmaba haber presenciado un sacrificio humano realizado por la tribu "Mkodo" de Madagascar:

Los esbeltos y delicados palpos, con la furia de serpientes hambrientas acariciaron por un momento la cabeza de la mujer, y entonces, como si el instinto de una inteligencia demoníaca se apoderara de ellos, se enroscaron de repente alrededor de su cuello y de sus brazos; entonces, mientras chillaba salvajemente la estranguló, envolviéndola entre sus tentáculos, como grandes serpientes verdes, y con brutal energía y rapidez infernal la levantaron y se contrajeron, envolviéndola capa tras capa, aplastándola con cruel rapidez y la salvaje tenacidad de anacondas devorando a su presa.

El árbol carnívoro recibió más publicidad en el libro de 1924 Madagascar, Land of the Man-eating Tree, de Chase Osborn. Osborn afirmaba que tanto las tribus como los misioneros de Madagascar conocían el terrible árbol y también repetía el informe de Carl Liche.

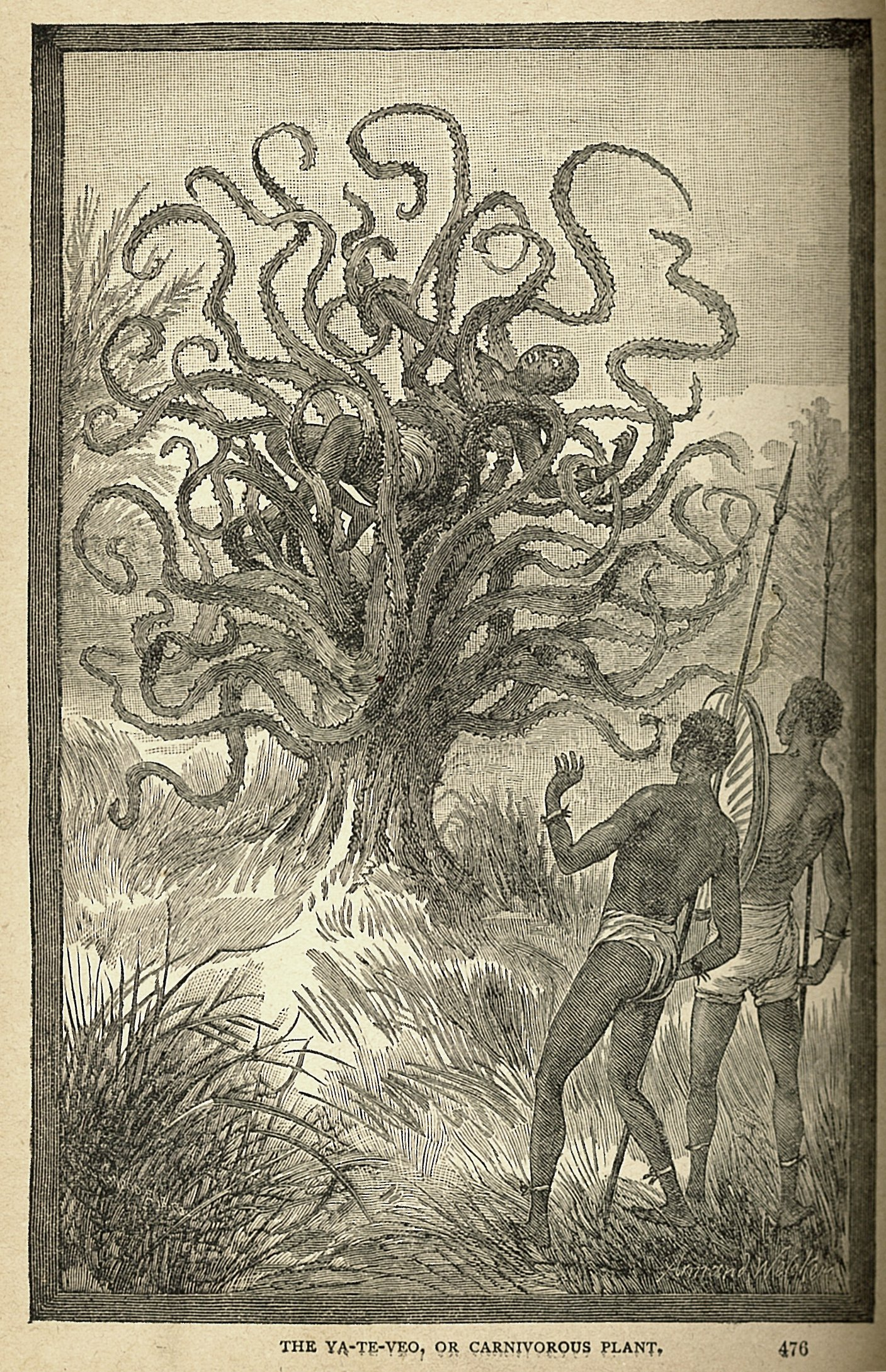
Descripción de un nativo siendo devorado por un Yateveo, un árbol carnívoro de América Central, en Land and Sea (1887), de J. W. Buel.

En su libro de 1955 Salamanders and Other Wonders, el científico Willy Ley demostró que la tribu Mkodo, Carl Liche y el árbol carnívoro de Madagascar eran un fraude, aunque el informe de Liche todavía sigue siendo considerado verídico en algunos círculos populares.

## Yateveo
El Yateveo es una planta carnívora que se decía crecía en varios lugares de América Central y del Sur con varios parientes en África y en las costas del Océano Índico. Existen muchas descripciones diferentes de la planta, pero la mayoría de los informes sostiene que tiene un tronco corto y grueso y largos zarcillos que utiliza para capturar a sus presas. En Land and Sea, de J. W. Buel (1887), se dice que habitualmente la planta captura y consume insectos y mamíferos, pero también intenta consumir humanos. Como ocurre con la mayoría de los informes y descripciones de árboles carnívoros, el Yateveo posiblemente sea una historia exagerada de una verdadera especie de planta carnívora, similar a las conocidas por la ciencia.

## El árbol serpiente
En 1892 el Dr. Andrew Wilson publicaba un informe en el periódico Illustrated London News según el cual un botánico conocido como Mr. Dunstan había encontrado una nueva especie en los pantanos en torno al lago Nicaragua. El perro de Mr. Dunstan había sido atrapado dentro de una envoltura de raíces y tallos por una planta semejante a un sauce, pero sin hojas, de un color azulado oscuro, y cubierta por una resina viscosa. Mr. Dunstan consiguió liberar a su perro con dificultad, y el animal se encontraba exhausto y había perdido gran parte de su sangre. Según parece, los nativos locales conocían al árbol y contaban muchas historias sobre su sed de sangre y su voracidad. En un informe posterior el Dr. Wilson informó sobre un árbol similar que se encontraba en Sierra Madre, México, y que se alimentaba de pájaros.

## Duñak
El Duñak es un árbol carnívoro descrito en las historias tribales de Filipinas y otros lugares del Sudeste de Asia. Se dice que se parece a un árbol tropical con un follaje muy espeso, con un tronco oscuro en ocasiones de matiz rojizo. No parece nada fuera de lo normal hasta que un animal pasa bajo sus ramas, momento en que zarcillos espinosos se extienden hacia abajo para atrapar al animal, que es levantado hacia las ramas, donde es aplastado y consumido. Se dice que en ocasiones captura humanos, pero normalmente sus presas suelen ser ciervos y otros ungulados de la zona. Algunos criptofitólogos creen que el Duñak es realmente una especie gigante de Drosera, aunque posiblemente se alimente de ranas y pequeños mamíferos. Otros creen que la historia describe los hábitos de caza de una de las especies de serpiente pitón de la zona.

## Ficción
Los árboles y plantas carnívoros capaces de devorar seres humanos aparecen en varias historias ficticias y películas.
- En el siglo II d. C. el autor Luciano de Samosata escribió en su Historia Verdadera un relato sobre un grupo de mujeres vegetales que devoraban a los marineros que se acostaban con ellas.
- En el relato Planeta parásito (1935), de Stanley G. Weimbaum, se describen diversas plantas caníbales del planeta Venus que se devoran entre sí y también a seres humanos.
- En El día de los trífidos (1951) el autor John Wyndham presenta un escenario apocalíptico, en el que gran parte de la humanidad queda ciega tras el paso de un cometa y una raza de plantas artificiales conocidas como trífidos comienzan a atacar a los supervivientes.
- En el relato corto La floración de la extraña orquídea (1897), del escritor británico H. G. Wells, una extraña orquídea proveniente de las Islas Andamán intenta drenarle la sangre al protagonista, un hombre llamado Wedderburn, con un tipo de raíces aéreas.
- Uno de los personajes centrales de la película La pequeña tienda de los horrores, dirigida por Roger Corman en 1960, y de su versión de 1986, de Frank Oz, es una planta carnívora que se alimenta de carne y sangre humanas.
- En el libro de 1998 Beyond the Deepwoods, enormes árboles carnívoros conocidos como robles de sangre siembran el terror.
- En la novela de Yann Martel La vida de Pi (2001), y en su versión en el cine, aparece una isla flotante de algas carnívoras que se alimentan de náufragos humanos.
- En la novela Las ruinas (2006), del autor Scott Smith, un grupo de turistas que se adentran en las selvas de Yucatán son atrapados por una enredadera carnívora con una perversa inteligencia. La novela fue adaptada al cine en el año 2008.
- En The Sagebrush Kid (2008) una pareja sin hijos de Wyoming traslada su afecto a un lechón, después a un pollo y finalmente a un arbusto con forma de niño,[7] el cual termina aficionándose a la carne humana.
- El autor bengalí Satyajit Ray en uno de sus relatos de terror habla de un criptozoólogo que encuentra una extraña planta carnívora y la lleva a la ciudad de Kolkata. La planta comienza a dar muestras de inteligencia, telepatía y finalmente se vuelve contra su captor.
- En la película Jumanji (1995) aparece una planta trepadora gigante de rápido crecimiento, la cual utiliza sus gruesos tallos para capturar humanos, que son sus presas, y los digiere dentro de sus gigantescas flores amarillas. La planta también tiene flores violetas que disparan toxinas.
- En varios videojuegos de la saga Super Mario Bros aparecen plantas carnívoras llamadas "plantas pirañas", que salen de tubos e intentan atacar y comerse a Mario y a sus amigos. Las hay de varios tipos y existen algunas únicas, como la Floro Piraña.

### Otras fuentes
- Michell, John and Rickard, Bob (2000). The Rough Guide to Unexplained Phenomena. Rough Guides. ISBN 1-85828-589-5.

- Datos: Q639891